# ممیزاب
الگو:جعبه اطلاعات روستای ممیزآب
 ممیزاب ، روستایی است از توابع بخش صالح آباد شهرستان تربت جام در استان خراسان رضوی.
این روستا در دهستان باغ کشمیر قرار دارد و بر اساس سرشماری سال ۱٤٠٠جمعیت آن (2‌19خانوار)(‌1075نفر)‌بوده است